# Wapen van Zandhoven

Het wapen van Zandhoven

Het wapen van Zandhoven heeft twee varianten gekend. Het wapen van de Belgische gemeente is wegens een gemeentelijke fusie in 1976 in 1986 aangepast. Het wapen heeft sinds de eerste toekenning in 1842 wel altijd dezelfde schildhouder gehad: Sint Amelberga. In het eerste wapen fungeert zij als schildhouder en staat zij bovenop haar steur. In het tweede wapen staan het schild en de heilige beide op de steur. 

## Geschiedenis
Het eerste wapen van de gemeente Zandhoven, met op het schild Sint Amelberga, werd op 29 augustus 1842 toegekend. Dit wapen bestond uit een zilveren schild met daarop de heilige Amelberga staande op een groene steur. Zij hield in haar rechterhand een zwart schild met daarop een gouden leeuw, het wapen van Brabant. Het schild hing aan een lint. Dit wapen is gebaseerd op het enige bekende zegel dat door de stad gebruikt is. Het zegel stamt uit de 18e eeuw.
Op 4 november 1986 kreeg de gemeente het huidige wapen toegekend. Het schild is opgedeeld in de wapens van voorgaande gemeentes en families die over het gebied geheerst hebben. In dit wapen staat sint Amelberga achter het schild en staat het schild ook op haar steur. 

## Blazoen
Als beschrijving heeft het wapen de volgende tekst:
Gevierendeeld, I: in lazuur drie staande lelies van zilver; II: in keel een schildhoofd van zilver, beladen met drie mereltjes van het veld naast elkaar geplaatst; III: in zilver vijf aaneengesloten spitsruiten van keel, dwarsbalksgewijze geplaatst, de tweede overtopt met een mereltje van sabel; IV: in zilver een geledigd leliekruis van sabel en een blokzoom van zestien stukken van keel en van zilver, die van keel beladen met een toren van goud, geopend van lazuur, die van zilver met een ketel van sabel. Als schildhouder een St.-Amelberga van natuurlijke kleur, staande op een steur van sinopel.
Het schild van het huidige wapen is in vier kwartieren gedeeld. In het eerste kwartier, dat is rechtsbovenin (voor de kijker links), een blauw veld met daarin drie zilveren lelies. Het tweede veld, heraldisch linksboven en daarmee voor de kijker rechtsboven, is rood van kleur met een zilveren schildhoofd. In het schildhoofd drie rode vogels, omschreven als merels. Het derde kwartier, heraldisch gezien rechtsonder en voor de kijker linksonder, is zilver met daarop vijf rode ruiten. De ruiten staan naast elkaar waardoor zij een dwarsbalk vormen. Boven de tweede ruit staat een zwarte vogel, ook deze vogel wordt omschreven als een merel. In het laatste vierde kwartier staat een zwart leliekruis, de punten van het kruis bestaan uit fleur-de-lys (Franse lelies) en het kruis wordt gevormd door lijnen. Om het zilveren veld een geblokte zoom. De zoom is afwisselend rood of zilver. In de rode velden een gouden toren met blauwe poort en in de zilveren velden een zwarte ketel.
Het schild wordt van achteren vastgehouden door Sint Amelberga. Zij is van natuurlijke kleur, huidskleur, en gaat gekleed in een zwarte habijt met witte mouwen. De heilige staat op een groene steur, de steur is haar attribuut.

## Herkomst wapenonderdelen
Elk wapenonderdeel heeft zijn, of in  het geval van de schildhouder haar, eigen herkomst. Hieronder een overzicht van de herkomst per kwartier en als laatste de schildhouder.
1. Het eerste kwartier staat symbool voor de voormalige gemeente Pulderbos. Dit kwartier is afgeleid van het wapen van de familie Van den Steene van Assche. Deze familie heeft de heerlijkheid Pulderbos in bezit gehad.
2. Het tweede kwartier symboliseert de voormalige gemeente Pulle. Het wapen is afgeleid van het familiewapen van de familie d'Ursel.
3. Het derde kwartier is afkomstig van het wapen van de voormalige gemeente Massenhoven. De familie Cannart d'Hamale voerde het wapen als heren van Massenhoven.
4. Het vierde kwartier is het wapen van de voormalige gemeente Viersel. Dat wapen is weer afgeleid van het wapen van de heren van Viersel en Hovorst: de familie De Villegas.
5. Sint Amelberga is sinds 29 augustus 1842 de schildhouder, zij is afkomstig van het wapen van de oude gemeente Zandhoven. Na haar overlijden werd haar lichaam over de Schelde van de abdij van Munsterbilzen naar Temse gebracht. Tijdens de tocht over de rivier zou een school steuren het lichaam gevolgd hebben. Volgens een legende zouden de vissen, al dan niet steuren, haar kist op hun ruggen van het klooster naar Temse gebracht hebben. Omdat de steur haar attribuut is geworden staat deze ook in het wapen.